# Terastia subjectalis
Terastia subjectalis is een vlinder uit de familie van de grasmotten (Crambidae), uit de onderfamilie van de Spilomelinae. De wetenschappelijke naam van deze soort is voor het eerst voorgesteld door Julius Lederer in een publicatie uit 1863.
De spanwijdte is ongeveer 4 centimeter.

## Verspreiding
De soort komt voor in Ethiopië, Réunion, Sint-Helena, Ascension en Tristan da Cunha, India, Taiwan, Vietnam, de Filipijnen, Indonesië (Java, Sumatra), Papoea-Nieuw-Guinea, Australië en Nieuw Caledonië.

## Waardplanten
De rups maakt een gaatje in de stam van Erythrina indica (Fabaceae).